# 佐藤文康 (レーサー)
佐藤 文康（さとう ふみやす、英: Fumiyasu Sato、1949年11月19日 - 1983年5月1日）は、東京都出身のレーシングドライバー。慶應義塾大学卒。
オートスポーツなどレース雑誌では富士ロングディスタンスシリーズでの活躍から「耐久王」や「耐久のフミヤス」との愛称で呼ばれた。

## 経歴
慶應義塾幼稚舎から中・高・大学と過ごした生粋の慶應ボーイで、水泳部選手として活動し基礎的な身体持久力を持っていた。
1967年11月3日に富士スピードウェイで行われた「富士スピードフェスティバル」のミニカーレースクラスにホンダ・N360で出場し、18歳でレースデビュー。1968年もN360で富士を走りこんだ。同年9月の鈴鹿1000km・T1クラスにカローラ・スプリンター(E15)で出場し4位に入賞する。年末にレース出場のため車をモーリス・ミニ ADO15に買い替える。
1969年は富士スピードウェイの特殊ツーリングカーレース（TSレース）へ本格的に参戦し、8月の富士セダンレースでミニ ADO15でレース初優勝を挙げた。同車では全日本選手権T-1クラスにも参戦しランキング6位、翌1970年にランキング2位となった。
1971年より富士グランチャンピオンレース併催のツーリングカークラスにカローラ・クーペで出場。このクラスで中野雅晴、鈴木恵一、藤田直廣、高橋晴邦、鈴木誠一、高橋健二らとマシン性能差の少ない環境で競い腕を磨く。1972年から2年ほどはオイルショックの影響が大きくレース参戦数が少なかったが、1974年7月末に開催された鈴鹿1000kmのクラス2にセリカ1600GTで藤田直廣と組んで参戦し、ビッグレースでのクラス優勝を経験する。1975年に初めて純レース用マシンであるローラ・T292で富士グランチャンピオンレース（以下GC）にデビュー。1976年のGCにはマーチで本格参戦しランキング4位となる。GC以外へのカテゴリー参戦も続け、1976年富士1000kmで優勝。GCでは1979年9月の富士インター200で最高位となる2位を記録した。
GC参戦をメインとしていたが、1977年から1979年に全日本F2選手権にスポット参戦。JAFがF2よりも振興に力を入れていた新カテゴリー「フォーミュラ・パシフィック」にも1977年から1981年に参戦した。1980年にはル・マン24時間レースへの参戦が報じられたが、直前で話が流れ実現しなかった。実戦以外では、TMSC（トヨタ・モータースポーツクラブ）に所属しサーキットでのスポーツ走行会講師としても活動した。
1981年、1982年とGCでは二年連続でランキング5位をキープ。'82年はオートビューレック・モータースポーツのBMW・M1で富士ロングディスタンスシリーズにも参戦しており、長坂尚樹とのコンビでシリーズチャンピオンを獲得する充実のシーズンを送る。10月2日には日本初の世界耐久選手権『WEC-JAPAN』が開催されたが、ポルシェ・956やランチア・ワークスなどヨーロッパの強豪が参戦する中、グループ5のBMW・M1で総合4位完走を果たし、ドイツのBMW本社から「スポーツマンカップ」を受章した。

### 富士での事故
1983年5月1日14時57分ごろ、富士GC第2戦を控えMCS II マーチ・792/マツダREで練習走行中、最終コーナー手前250R（18番ポスト付近）で何らかのトラブルによりコースを外れ、高速のままグリーン上を直線的に50m突き抜け、タイヤが重ねられたガードレールの土手にほぼ正面から激突。タイヤバリアは5列ほど吹き飛ばされており、車体は反動で15-20mはね飛ばされた。衝撃力の大きさによって車体は前方にほぼ1回転し、静止した時には仰向けの状態でノーズをコース後方に向けて土手に寄りかかっていた。コクピットは土手と地面とマシンで作られる三角形の空間の中に閉じ込められる状況となり、アルミモノコックはフロント部がつぶれていた。
さらに、小さな炎と黒煙も確認された。コースマーシャルだけでなく後続を走っていた岡本金幸など数台からドライバーが駆けつけ火は早期に消火されたが、コクピット脇が焼け焦げたことは前部が完全につぶれてしまったアルミモノコックから佐藤を救出する妨げとなった。およそ30分かかりマシンから身体を出した時にはすでに呼吸はなく、全身を強く打っており現場で死亡が確認されたと静岡県警御殿場署が発表した。33歳没。医師による死亡所見は両足首、左大腿骨、右手首、左右両側多数の肋骨を骨折しており、この骨折による心破裂が死因であるとされ、即死であった。
事故発生時に佐藤車のすぐ後ろを走行していた和田孝夫は、「前の周からぴったりと後ろについてたんですが、文康選手のクルマは直線が伸びてて速かったです。次の最終コーナーから直線でパスさせてもらおうと思っていて、30mほどの間隔だった。17番ポストを過ぎて、次に最終コーナーめがけて向きを変えるポイントに来ても文康さんはそのままアウトを走っていくので、あっ、自分は向きを変えなきゃと思った。その瞬間（佐藤車は）そのままグリーンを真直ぐに横切って行きました。本当に真っすぐです。直後に何か物が爆発するようにバーンといっぱい散らばったのが見えて、大変な事故が起きたと思いました。こちらも5速全開ですし止まろうにも止まれず、そのままピットインして事故があったと報告しました。」と述べた。
鈴木利男は、「僕は佐藤さん、和田さんの後ろにいて、佐藤さんはラインを外れてまっすぐに当たっていって、その瞬間カウルの破片が飛び散りました。すぐ車を停めなくてはと思ったけど、なかなか止まれなくて最終コーナーイン側の縁石が始まる所まで行ってしまった。イン側のダートでマシンを降りて、そこから200mくらい走って戻り現場へ着くと、（佐藤の）車から少し煙が出ていた。18番ポストでは黄旗が静止で出ていました。車は逆さまになっていてとても文康さんを引っぱり出せる状態じゃありませんでした。そのうち火が出てきて...とにかく消火器と人手が欲しかった。後続車に合図も出したかったので、コース上と文康さんの車の間を行ったり来たりして後続車に合図をしていたら、僕のすぐ脇を黄色い車（内田審司）がものすごいスピードで通り抜けてフェンスに激突してしまったんです。」と証言した。内田は救助のために停まったマシンやドライバーに気付くのが遅れ、それを避けるためにグリーン上にコースアウトしてほぼ真横になりながら宙に浮き、佐藤車をわずかにかすめて土手の上のフェンスに突き刺さった。幸いにも内田は無事であった。
2日後の富士GC決勝レースでは、同い年で仲が良かった友人であり事故直前に食事も共にしていた松本恵二が優勝。レース後のインタビューで「文康が勝たせてくれた。今日は是が非でも優勝したかった。」と佐藤への思いを込めた言葉を残した。

### 事故の影響
この佐藤の事故翌日、高橋国光、長谷見昌弘、星野一義、中嶋悟らGC参戦全ドライバーによりミーティング後、参加者の総意として安全性向上の観点から「最終コーナーの通過スピードを下げるため、進入手前にシケインを設けてほしい」との要望が主催者である富士スピードウェイに寄せられた。加えて、5ヵ月後の富士GC最終戦で高橋徹が最終コーナー立ち上がり時に高速でスピンし死亡に至るクラッシュが発生。同シーズン中に悲劇が繰り返されたことでサーキット側も動き、翌1984年より佐藤の事故現場に差し掛かる18番ポストの手前にシケインが設けられ、速すぎる最終コーナーの通過速度を下げる措置が取られた。
シケイン名称は広告看板を掲出した「ダンロップシケイン」とされたが、呼称では「Bコーナー」とも呼ばれた。モータースポーツジャーナリストの西山平夫は1984年のオートスポーツ誌上で、「GCカーは異常に速くなりすぎていた。それを制御しようという文化的発想はついぞ現れず異常事態に行きついた。遅まきながらシケインが設置され、ウイングカーが禁止された今年の富士GCでは大きな事故はない。これは佐藤文康が遺した大いなる遺産と言っていい。フミヤス・シケインと呼ぶことが、我々から彼に贈ることが出来るせめてもの墓碑銘ではなかろうか。」と追悼文を記している。

## 人物
- 幼稚舎から大学まで慶應義塾育ち。身長168cm。1972年の東宝映画「ヘアピン・サーカス」（西村潔監督作品）に舘信秀、見崎清志とともに出演。1977年には日本ビクターのラジオレコーダー＋テレビの新機種『ラテカセ』の広告イメージキャラクターに起用された。
- レースではスピンやクラッシュが非常に少ないことで知られ、同じタイムでも燃費のよい走りで耐久レースに強く、丁寧なドライビング技術に定評があった。その一方で当時の国内スプリント2大カテゴリーである富士GCと全日本F2では優勝を経験することが出来なかった。
- モータージャーナリストの小倉茂徳は「とても穏やかな方で、いつも優しく対応していただいた。尊敬できる紳士だった。」と述べている[11]ほか、レースパドック関係者は皆「フミヤス」と名前で呼び、「ナイスガイ」「誰からも愛され、敵がいない」と口をそろえて印象を語るジェントルマンであった[1]。

## レース戦歴
- 1971年4月 レース・ド・ニッポン TS1クラス優勝 (トヨタ・カローラ KE25) ※鈴木昭一とのチーム
- 1974年7月 富士1000km クラス2優勝 (トヨタ・セリカ1600 TA22) ※藤田直廣とのチーム
- 1976年7月 富士1000km 優勝 (マーチ・73S BMW) ※小笹哲嗣とのチーム
- 1977年7月 富士500km 優勝 (マーチ・75S BMW) ※小笹哲嗣とのチーム
- 1979年8月 鈴鹿500マイル 優勝 (マーチ・73S マツダRE)※桑島正美とのチーム
- 1980年11 富士500マイル 優勝 (マーチ・73S マツダ) ※戸谷千代三とのチーム
- 1981年7月 富士1000km 優勝 (マーチ・73S マツダ) ※藤田直廣、小笹哲嗣とのチーム
- 1982年6月 富士500km 優勝 (オートビューレック BMW・M1) ※長坂尚樹とのチーム
- 1982年7月 富士1000km 優勝 (オートビューレック BMW・M1) ※長坂尚樹とのチーム
- 1982年8月 鈴鹿1000km 優勝 (オートビューレック BMW・M1) ※長坂尚樹とのチーム
- 1982年11月 富士500km 優勝 (オートビューレック BMW・M1) ※長坂尚樹とのチーム
- 1982年 富士ロングディスタンスシリーズ 年間チャンピオン

### 富士グランチャンピオンシリーズ
- 1976年 ランキング4位
- 1977年 ランキング6位
- 1978年 ランキング11位
- 1979年 ランキング7位 - 富士インター200レースで最高位2位
- 1980年 ランキング9位
- 1981年 ランキング5位
- 1982年 ランキング5位

### 全日本F2000選手権/全日本F2選手権
| 年     | エントラント                  | シャーシ        | エンジン     | タイヤ | 車番 | 1   | 2   | 3   | 4     | 5      | 6     | 7     | 8      | 順位 | ポイント |
| ------ | ----------------------------- | --------------- | ------------ | ------ | ---- | --- | --- | --- | ----- | ------ | ----- | ----- | ------ | ---- | -------- |
| 1977年 | チームTOMEI                   | マーチ・752     | BMW M12/7    | D      | 7    | SUZ | SUZ | NIS | SUZ   | FSW    | FSW   | SUZ 9 |        | 18位 | 2        |
| 1977年 | トムスシェブロンFP            | シェブロン・B35 | トヨタ・2T-G | D      | 27   |     |     |     |       |        |       |       | SUZ 16 | 18位 | 2        |
| 1978年 |                               | マーチ・782     | BMW M12/7    | D      | 15   | SUZ | FSW | SUZ | SUZ   | SUZ 11 | NIS 5 | SUZ   |        | 14位 | 6        |
| 1979年 | renomaスペシャル (ルマン商会) | シェブロン・B48 | BMW M12/7    | B      | 6    | SUZ | NIS | SUZ | FSW 9 | SUZ    | SUZ   | SUZ   |        | 16位 | 2        |

- 1977年第8戦JAFグランプリは混走開催だったFPマシンでの出走、FPクラス順位は4位。

### 世界耐久選手権 (WEC)
| 年     | 所属チーム         | コ.ドライバー | 使用車両 | クラス | 1   | 2   | 3   | 4   | 5   | 6   | 7     | 8   | 順位 | ポイント |
| ------ | ------------------ | ------------- | -------- | ------ | --- | --- | --- | --- | --- | --- | ----- | --- | ---- | -------- |
| 1982年 | オートビューレック | 長坂尚樹      | BMW・M1  | C1     | MNZ | SIL | NÜR | LMN | SPA | MUG | FSW 4 | BRH | 46位 | 10       |